# Haus Königstraße 20 (Bad Laasphe)

Das historische barocke Bürgerhaus Haus Königstr. 20

Im Zentrum des Fotos das schmale Haus Königstr. 20

Die Rückseite (Norden) von Haus Königstr. 20

Das Haus Königstraße 20 ist ein seit 1985 unter Denkmalschutz stehendes Fachwerkhaus in der historischen Altstadt von Bad Laasphe, das um 1698 als Bürgerhaus der Barockzeit errichtet wurde. Es handelt sich um ein dreigeschossiges Gebäude mit Giebel zur Straße.

## Lage
Das Gebäude steht mit der Schmalseite an der wichtigen historischen Durchgangsstraße durch den alten Stadtkern von Bad Laasphe. Das Grundstück gehörte in der frühen Neuzeit zu den angesehenen Wohnlagen der Stadt. Angesichts dieser Bedeutung ist es verhältnismäßig schmal. Zur Erbauungszeit gab es die rückwärtige Mauerstraße noch nicht, sodass das Grundstück bis an die Stadtmauer im Norden reichte.

## Besitzergeschichte
Der erste bekannte Besitzer, der in einem Vorgängerbau wohnte, war der um 1577 geborene Jost König, der hier zwischen 1613 und 1624 nachweisbar ist.
Anschließend wohnte hier bis zu seinem Tod im Jahr 1644 Johann König, und seine Witwe blieb noch einige Zeit in dem Haus. Nach ihrem Tod nutzte Kaplan Kaspar Achenbach das Anwesen. Er hatte 1618–1625 an der Hohen Schule in Herborn studiert und war Pfarrer in Fischelbach gewesen, bevor er 1642 zweiter Pfarrer in Laasphe wurden. 1653 erhielt er die Pfarrstelle in Netphen und zog aus Laasphe weg. Danach war die Hausstelle über Jahrzehnte ungenutzt. 1682 stand hier kein Haus.
Der heutige Bau wurde um 1698 durch den 1656 in Laasphe geborenen gräflichen Landschultheiß und Kanzleirat Johann Christian Bilgen errichtet. Die drei Geschosse sind typisch für Laaspher Bürgerhäuser, die nach dem Dreißigjährigen Krieg errichtet wurden, während die älteren Häuser aus dem 16. Jahrhundert vermutlich nur zwei Geschosse besessen hatten. Bilgen hatte 1667–1673 in Herborn studiert, danach ein Jahr an der Universität in Marburg. 1681 ist er auch als Ratsherr in Laasphe nachweisbar. Er heiratete 1679 Anna Katharina Kellenbach aus Schmalkalden in Hessen und das Paar wohnte zunächst bei seinen Eltern in der Königstr. 9, bevor das neue Haus erbaut wurde. Er starb nach 1726, seine Frau 1744. Das Paar hatte neun Kinder.
1745 kaufte der Förster Johann Georg Wunderlich aus Feudingen das Anwesen von den Erben Bilgen. Er hatte sich gerade mit Friederike Wilhelmine Kneip vermählt, die aber schon 1749 starb. Das Paar hatte drei Kinder. Wunderlich heiratete in zweiter Ehe Ester Magdalene Bruère aus Homburg vor der Höhe. Wunderlich baute im Hof eine neue Scheune mit der Inschrift: „Durch Gottes Hülfe Erbaut von Johann Georg Wunderlich, Wilhelmine Friederike Eheleut, Anno [1745/49]“. Wunderlich wurde jedoch Schultheiß in Elsoff und verkaufte um 1756 das Anwesen an Johann Georg Mengel.
Der  Metzger Johann Georg Mengel war 1733 in Laasphe geboren worden und hatte 1754 Anna Elisabeth Aurand aus Hilchenbach geheiratet. Das Paar hatte drei Kinder, bevor Mengel 1760 starb. Die Witwe des Johann Georg Mengel heirate Franz Deville, einen Soldaten aus dem Elsass, der in dem Haus Königstr. 20 eine Gastwirtschaft eröffnete. Um 1783 zog das Ehepaar nach Biedenkopf.
Das Haus wurde von dem 1745 in Laasphe geborenen Metzgermeister Johann Ludwig Langenbach übernommen, der 1802 starb. Er hatte 1772 Johanna Luise Renno geheiratet, die 1794 starb. Das Paar hatte elf Kinder. Das Haus übernahm der älteste Sohn, der Metzgermeister Johann Georg Langenbach, der 1827 starb. Er hatte 1796 Anna Helene Hammer aus Laasphe geheiratet, die bis 1841 in dem Haus lebte.